# Les Énigmes de l'Aube
Les Énigmes de l'Aube est une saga de fantasy écrite par Thomas C. Durand. Elle est composée de deux romans, dont le premier, Premier Souffle est paru aux Éditions Asgard en novembre 2011, d’une pièce de théâtre, La Première Fille, et de plusieurs nouvelles.
Le récit est à classer dans la light fantasy en vertu du rôle prépondérant qu'y joue l'humour.
Une réédition des deux premiers romans est disponible chez ActuSF.

## Univers
Les romans se passent dans la région des Troyaumes où règne la paix depuis que des guerres magiques ont suffisamment ravagé le monde pour calmer les esprits. Une grosse moitié des habitants de ces royaumes naissent avec un don, qui généralement se révèle à l'adolescence ; quand l'expression du don est soudaine, on parle de Premier souffle. 
La magie se pratique de façon quotidienne et s'enseigne dans quatre établissements prestigieux, notamment à Ithtir. On y apprend le bon usage de quelques disciplines dont la science ne s'est pas perdue au fil des âges. On s'accorde à considérer que chaque don est unique et possède donc des caractéristiques particulières. On pourra citer en exemple la xénoglossie, le don de passer à travers les murs ou de digérer absolument n'importe quoi. Il est à noter qu'un don peut se révéler nuisible pour son propriétaire.
Le subcontinent des Troyaumes est marqué par le Labyrinthe des Failles, stigmate d'un ancien cataclysme magique au fond duquel survivent les courants telluriques qui semblent être la source de toute magie. L'origine du Labyrinthe des Failles et ses conséquences sont un point central de la saga.

## Romans

### Premier Souffle
Anyelle est une petite fille quand elle découvre qu'elle possède le don de renforcer la magie des autres. Ce type de talent est non seulement rare mais aussi dangereux. Anyelle doit absolument apprendre à le maîtriser ou bien courir le risque qu'une catastrophe la conduise à se faire un jour emprisonner dans la terrible Chartre des Forces Nées. Elle doit donc entrer dans l'une des écoles de magie. Le problème, c'est que les filles ne sont pas autorisées à apprendre la magie.

### Les Quatre Vérités
La petite Anyelle est désormais élève au sein du Troisi (l'Illustre Institut d'Ithtir) où la magie n'est peut-être pas aussi sérieuse qu'on le prétend… Mais une chose est sûre : Anyelle n'est pas la première fille à s'y trouver, car bien que personne ne veuille en parler, ni même s'en souvenir, une certaine Méliandra d'Azur y a étudié pendant des années, et cela il y a environ soixante-dix ans. Cela n'est qu'un des nombreux secrets dont Anyelle va se mêler au lieu de réviser ses leçons.

## La Première Fille
Dans cette pièce de théâtre, on découvre la réaction des adultes quand l'un des meilleurs élèves de l'Illustre Institut d'Ithtir s'avère ne pas être un garçon. L'histoire de Méliandra d'Azur, première fille étudiante à Ithtir éclaire d'un nouvel angle celle d'Anyelle sur qui se concentrent les romans de la saga.

## Nouvelles
Quelques textes appartenant à l'univers des Énigmes de l'Aube, qui ont été publiés dans diverses revues.
- Secrets d'Orientation, 2008, in Présence d'Esprit n° 57.
- Vieux Crouton, Pépin d'argent 2011.
- Le premier chapeau, 2011, publiée par l'association Les Spectres.
- Sensibilité phytoacoustique : gamme chromatique et potentiel de phase chez Tremulsa vorbis, 2012, in "Other Worlds' Science", volume 1.
- Le Bon, l'Abruti et le Tyran, 2012, in AOC n°25.
- Les Règles de l'Art, 2013, in Eclats de Rêve n°22.
- Ascendance, 2014, in En-Dessous, anthologie de Parchemins & Traverses.